# Michele Mellara
Michele Mellara (Bologna, 25 aprile 1967) è un regista italiano.

## Biografia
Laureato al DAMS di Bologna, è anche diplomato alla London Film School. Ha condotto trasmissioni radiofoniche, gestito spazi e laboratori teatrali. Ha co-fondato e co-diretto il teatro della polvere con cui ha realizzato, firmando la regia, Mosca-Petuski 125 km, tratto dal testo di Venedikt Vasil'evič Erofeev adattato da Ermanno Cavazzoni, interpretato da Mauro Marchese con la voce di Angela Baraldi. Viene rappresentato a Bologna, Roma e Firenze (2006). Collabora da oltre 20 anni con Alessandro Rossi con il quale scrive e dirige sia per il teatro che per il cinema. Fortezza Bastiani, premio Solinas come migliore sceneggiatura, è il suo film d'esordio con il quale ottiene la nomination al David di Donatello come miglior regista esordiente. Dal 2003 si concentra principalmente sulla scrittura e regia di film documentari, tra cui: Domà - Case a San Pietroburgo (2003) scritto con Paolo Nori; Un metro sotto i pesci (2006); Le vie dei farmaci (2007) che vince il premio come miglior documentario italiano al Festival CinemAmbiente;  La febbre del fare. Bologna 1945-1980 (2010); Morris' Bag (2012);  God Save the Green (2013) che si avvale della voce fuori campo di Angela Baraldi e delle musiche originali di Massimo Zamboni. Nel 2017 il Biografilm gli dedica un omaggio in cui vengono presentati diversi suoi film tra cui I'm in love with my car (2017). Sempre nello stesso anno scrive e dirige con Alessandro Rossi il cortometraggio L'incontro che partecipa alla seconda edizione del premio MigrArti alla 74ª Mostra Internazionale d’Arte Cinematografica di Venezia. Del 2019 è Vivere, che rischio documentario sulla figura del noto oncologo Cesare Maltoni, presentato nello stesso anno in anteprima al Biografilm. I suoi documentari sono stati trasmessi nel mondo da molte emittenti televisive, partecipato ad innumerevoli festival, ottenuto svariati premi, ed editati in Home video sia in Italia che all'estero.  Nel 2019 dirige, sempre con A.Rossi, lo spettacolo di e con Federico Rampini Quando inizia la nostra storia. Nel 2020 debutta a Le giornate degli autori Archiviato il 12 luglio 2021 in Internet Archive. 50 - Santarcangelo Festival, documentario sulla storia del festival romagnolo. Dall'incontro con Paolo Fresu nasce il progetto Paolo Fresu - Musica da lettura (2021) che viene programmato su YouTube, Rai5 e RaiPlay. Nel 2024 esce in sala, distribuito dalla Cineteca di Bologna, Berchidda Live - un viaggio nell'archivio Time in Jazz  , che era stato presentato l'anno prima in anteprima al Torino Film Festival. Sempre nel 2024 esce in sala, distribuito da Wanted, Arrivederci Berlinguer!. Nello stesso anno esce su Amazon Prime la serie comico umoristica Universitas Tenebrarum con, tra gli interpreti principali, Natalino Balasso, Stefano Pesce, Bob Messini, Tita Ruggeri e Andrea Santonastaso.  Scrive racconti che vengono pubblicati su varie riviste e antologie, Sociopatici in cerca d'affetto (2023), è la sua opera di narrativa d'esordio. Insegna all'Università di Bologna come professore a contratto; tiene inoltre corsi e laboratori di cinema documentario.

## Filmografia

### Cortometraggi
- Sweet (1996)
- The retreat (1997)
- L'incontro (2017)

### Lungometraggi
- Fortezza Bastiani (2002)[25]

### Documentari
- Tic-tac man (1996)
- Domà - Case a San Pietroburgo (2003)
- Paradiso terrestro - Gente del Cilento (2005)
- Un metro sotto i pesci (2006)[26]
- I pescatori del Delta (2007)
- Le vie dei farmaci (2007)[27]
- La febbre del fare, Bologna 1945-1980 (2010)[28]
- God Save The Green (2013)[29]
- Pascoliana (2013)[30]
- Terra persa. Storie di land grabbing in Sardegna (2015)
- I'm in love with my car (2017)
- Vivere, che rischio (2019)
- 50 - Santarcangelo Festival (2020)
- Musica da lettura (2021)
- Berchidda Live (2023)
- Arrivederci Berlinguer! (2024)

### Serialità televisiva
- Universitas Tenebrarum (2024)

## Opere di narrativa
- Bartinocci, lo sceneggiatore che sogna, in AA.VV, Almanacco 2019 Legami, Quodlibet, Macerata, 2019 ISBN 978-88-229-0335-8
- Sociopatici in cerca d'affetto, Bollati Boringhieri, Torino, 2023 ISBN 978-88-339-4203-2

## Riconoscimenti
- 1999 – Premio Solinas
  - Miglior sceneggiatura
- 2003 – David di Donatello
  - Candidatura al premio per il miglior esordio
- 2006 – Bellaria Film Festival
  - Premio Avanti
  - Premio Velambiente
- 2006 – Festival Cinemambiente
  - Menzione speciale
- 2007 – Festival Cinemambiente
  - Miglior documentario italiano
- 2019 – Biografilm Festival
  - Premio del pubblico